# L'amante tascabile
L'amante tascabile (L'amant de poche) è un film del 1978 diretto da Bernard Queysanne.

## Trama
Julien è un ragazzo di 15 anni, ancora uno studente delle superiori, che si innamora di Héléna, una prostituta giovane e bella, più grande di lui, affrontando l'opposizione dei suoi genitori e il lavoro che fa.